# Exists (zespół muzyczny)
Exists (dawniej Exist) – malezyjski zespół pop-rockowy, założony w 1991 roku w Johor Bahru.
Formacja zyskała popularność wraz z wydaniem singla „Untukmu Ibu”, a następnie debiutanckiego albumu Exist, jeszcze w tym samym roku.
Pierwotnym wokalistą zespołu (1991–1994) był Mohd Ali Kamarudin, znany jako Mamat Exists. Z czasem zastąpił go Ezad Lazim, z którym nagrano sześć albumów. W pierwotnym składzie grupy znaleźli się także: Musa (gitara basowa), Ajai (klawisze), Ujang (perkusja), Shah (gitara), Along (gitara).
Zespół odniósł sukces komercyjny w sąsiedniej Indonezji, m.in. za sprawą utworu „Alasanmu” („Mencari Alasan”), który został nagrany również w wersji indonezyjskiej.

## Dyskografia
- 1991: Exist
- 1993: Anugerah
- 1995: Diammu Gunung Berapi
- 1997: Jangan Gentar
- 1998: Mutan
- 2001: Ada
- 2003: Seperti Dulu
- 2004: Paragon
- 2007: Hit Rakaman Semula